# ゴーゴー!のりものタウン
『ゴーゴー!のりものタウン』は、キッズステーションで2012年4月9日から平日7:55 - 8:20（JST）に放送されている乗り物を題材とした教育バラエティ番組（子供番組）。毎週更新。

## 概要
キッズステーションのオリジナル番組。2012年4月の改編より未就学児向け視聴ゾーン「ハピクラ♪タイム」が時間枠を拡大。これに伴い基幹番組『ハッピー!クラッピー』における世界観“ハピクラワールド”を共有する番組として『ピポンザABC!』とともにスタートした、子供向け番組。
番組の進行役を務めるのは子役出身の俳優・堀広希。番組では、乗り物をモチーフとしたキャラクター“ガシャキン”を演じながら、『ハッピー!クラッピー』のメインキャラクター“ラッピー”とともに、子どもたちに楽しく乗り物を紹介していく。
本編に加えて、鉄道アニメ『チャギントン』と実写『トミカハイパーチーム レスキューポリス』が内包されている。
番組内容
ハピクラワールドの乗り物たちが楽しく暮らす街「のりものタウン」。ある日、道に迷い偶然にもたどり着いたラッピーはガシャキンと出会い、色々な乗り物を紹介してもらう事になる。

## キャスト
- ガシャキン - 堀広希

「のりものタウン」に住むお兄さん。乗り物が友達。体がブルドーザーなどの乗り物のパーツから出来ている。ダンスが得意で昔「のりものタウンダンス大会」で優勝したこともある。ダンスの際は踊りやすい「ガシャキンダンスモード」に変身する。ガシャキンダンスモードで兄弟番組『ハッピー!クラッピー』に出演することもある
- ラッピー - 戸塚利絵（声） / 村野末奈（操演）

ハピクラの森に住む妖精の男の子。乗り物も食べることも大好き。スタジオパートでは着ぐるみ、VTRではパペットで登場。番組内で流れるトミカ製品のCMにも登場する。
- のりもの（声の出演）
  - 落合佑介（#1 - 4）
  - 福地将章（#5 - 8,23 - 25,36 - 38,51 - 53,57,59,60,78 - 80）
  - 福島義宏（#16 - 18,26）
  - IKKAN（#33 - 35）
  - 遠藤純平（#55,58,59）
  - 田中杏沙（#56）
  - 阿座上洋平（#81 - 83,103 - 106,118 - 121）
  - 金本涼輔（#85 - 87,120）
  - 酒井凛太朗（#118,119,121）

## 放送時間
- 月曜日 - 金曜日 7:55 - 8:20 / 月・水・金曜日 15:00 - 15:30
  - 新作 - 月・水・金 7:55 - 8:20
  - 前回 - 火・木 7:55 - 8:20 / 月・水・金 15:00 - 15:30[3]

## 基本構成
2014年4月 - 現在
| 時刻          | 放送内容                     | 備考                                       |
| ------------- | ---------------------------- | ------------------------------------------ |
| 7:55 - 8:01頃 | のりもの紹介                 | リピートあり。#放送リストを参照。OP曲+本編 |
| 8:01 - 8:03頃 | トミカ・プラレールタウン紹介 | 本編1分＋CM&スタジオ部分                   |
| 8:03 - 8:06頃 | トミカハイパーレスキュー0    | 本編3分。                                  |
| 8:06 - 8:08頃 | のりものダンス               | 番組オリジナルソング                       |
| 8:08- 8:10頃  | ガシャキン! のりものDモード  | 本編+スタジオED部分                        |
| 8:10頃 - 8:20 | チャギントン                 | 10分。第1話から順に放送                    |

- 第51回よりリニューアル。コーナーの入れ替えに加えて番組構成も変更。これまで本編内に挟まれていた「チャギントン」が、本編終了後に放送されるようになった。
- 第99回から「トミカハイパーチーム レスキューポリス」にかわって「ハイパーレスキュー0」の放送開始。

## コーナー
- のりもの紹介

毎回テーマに沿った乗り物たちを紹介する。はじめにラッピーが「のりものタウン」で見かけた乗り物や、気になる乗り物をガシャキンに報告。乗り物の自己紹介に合わせてVTRがはじまる。VTRでは、パペットのラッピーがロケに出て実際に乗り物に乗ったり関係者から話を聞いたりするほか、仲間の乗り物が紹介される。第1回から50回までは、ラッピーの話を聞いたガシャキンが「おーい、○○くーん」と呼び掛けると、2人のもとに乗り物（書き割り）が登場してVTRが始まるという演出がなされた。
- プラレール紹介（#1 - 102）

トミカ・プラレールタウンを走っているいろんな車両を紹介する。実写。ナレーションはラッピーが担当。おもにその回で紹介された乗り物の関連車両を扱う。VTR。
- ガシャキン! のりものDモード（#51 - ）

ガシャキンD（ダンス）モードが乗り物にちなんだダンスを披露する。毎回1つの乗り物が取り上げられる。2種類の振りを交互に披露したあと、スピードアップしてダンス、最後はガシャキンポーズを決める。
- のりものクイズ（#1 - 50）

3つのヒントを参考にして何の乗り物かを当てるクイズ。ガシャキンが出題してラッピーが回答する。ヒントの内容は写真の一部を見せる、影で全体を見せるなど。ほとんど正解するがたまに間違えることもある（#5ほか）。スタジオパート。
- パズルクイズ（#103 - ）

9分割されてバラバラになっている乗り物の写真が、時間経過と共に移動して少しずつ完成に近づいていくVTRを見て、何の乗り物か当てるクイズ。

## 楽曲

### テーマ曲
- 「のりものゴー!ゴー!」　作詞・作曲：坂出雅海 / 振付：秋本美佳 / うた：

### のりものダンス
- 「のりものゴー!ゴー!」（#1 - 25）

スタジオでガシャキンとラッピーが子どもたち6人と一緒に踊る。
- 「We are the drivers 〜ゆめののりものタウン〜」（#26-現在）
  - 作詞：ささぐちゆう / 作曲・編曲：山口朗彦 / うた：ドリームドライバーズ（ガシャキンDモード・まあたん） / 振付：堀広希 / イラスト：吉田葉子

ミュージック・ビデオ。金色ボディの“ガシャキンD（ダンス）モード”と『ハッピークラッピー!』のお姉さん・まあたんが共演。
- 「はぴはぴトレイン」（#78 - 現在）
  - 作詞：ささぐちゆう / 作曲・編曲：山口朗彦 / うた：ドリームドライバーズ（まあたん・ガシャキンDモード） / 出演：ドリームドライバーズ with オールスターズ

## 特別放送
『ゴーゴー!のりものタウン スペシャル』
- 放送日：2014年2月9日・16日・23日（日） 10:52 - 11:54
- 放送内容：ガシャキンとラッピーがJAXA筑波宇宙センターでロケットなどの施設を見学するロケパートがメイン。間のVTRパートでは、今まで紹介してきた乗り物を「でんしゃ」「通勤電車」「くるま」「うみとそらののりもの」に分け、新作の「除雪車」を加えた5つのブロックで紹介。「トミカハイパーチーム レスキュー&ポリスGO!」「ガシャキン!のりものダンスモード」、オリジナルのりものソングなど本編同様にコーナーも放送。
- 出演：ラッピー、堀広希、ハピクラALL STARS / 声の出演：戸塚利絵、阿座上洋平、川越貴暁
- スタッフ - 躁演：村野末奈、企画：金澤知子、二宮里恵、構成：夏目宗弘、監修/写真：小賀野実、音楽：坂出雅海、カメラ：八木原輝、出野裕史、編集：加藤理恵、MA：石井康博、技術協力：NiTRO、撮影協力：JAXA、日本除雪機製作所、北海道開発局札幌開発建設部、新京成電鉄、小田急電鉄、協力：アイビィーカンパニー、青二プロダクション、どんがら座、ムーブマン、ホリプロ・インプルーブメント・アソシエーション、ビデオコミュニケーションズ、タカラトミー、編成：坂本直紀、D：山崎紫麻子、菊池豪、古場裕之、まじやすはる、AD：長崎麻衣、P：山本満由美、椿有貴、チーフP：押田聖弘、制作協力：AX-ON、製作著作：キッズステーション

## スタッフ
- 企画：金澤知子、二宮里恵
- 構成：今井とおる（#51 - ）、夏目宗弘（#78 - ）
- 監修・写真：小賀野実
- 音楽：坂出雅海
- 振付：堀広希（#26 - ）、青山航士（#78 - ）
- カメラ：柴田義行、岸田一彦、海野亮、佐々木美保、出野裕史、富岡三隆、山田大輔
- スタジオ：坂西敏明、岩見憲明
- デザイン：柿崎愛子、栗原順子
- 美術プロデューサー：松浦淸美
- タイトルCG：石田英範
- 編集：加藤理恵、奈雲正樹（#81 - ）
- MA：石井康博、小林陽子（#81 - ）
- 技術協力：NiTRO
- 衣装協力：COSPA、COSPATIO
- 協力：アイビィーカンパニー、青二プロダクション、どんがら座、テアトル・エコー、ビデオコミュニケーションズ、タカラトミー、ホリプロインプルーブメントアソシエーション（#27 - ）、ムーブマン（#27 - ）
- 編成：坂本直紀（#47 - /キッズステーション）
- ディレクター：古場裕之、間地保晴
- AD：長崎麻衣
- AP：湯浅祐子（キッズステーション）、長崎麻衣、守田奈緒巳（#124 - /キッズステーション）
- 演出：金澤知子
- プロデューサー：山本満由美（キッズステーション）、椿有貴、辻本裕子（#124 - ）
- チーフプロデューサー：押田聖弘（キッズステーション）
- 制作協力：AX-ON
- 製作著作：キッズステーション

過去のスタッフ
- 構成：大熊智
- カメラ：岩見憲明
- 振付：秋本美佳（#1 - 25）
- 協力：MIKA DANCE STUDIO（#1 - 25）
- 編成：岸田康人（#1 - 46/キッズステーション）
- ディレクター：竹田阿弥乃、菊池豪、山崎紫麻子
- AD：山田晃菜